# Exequiel Mereles
Exequiel Mereles de la Quintana (San Carlos, 16 settembre 2005) è un calciatore uruguaiano, attaccante del Nacional.

## Carriera

### Club
Cresciuto nel settore giovanile dell'Atenas, ha debuttato in prima squadra (e contestualmente tra i professionisti) il 16 giugno 2021 nell'incontro di Segunda División perso 2-1 contro il Danubio.
Nella primavera del 2024 è stato acquistato a titolo definitivo dal Nacional ed il 25 settembre ha esordito nella partita di Copa Uruguay vinta 5-1 contro il Fronte Rivera, dove ha realizzato un gol e fornito un assist; cinque giorni dopo  ha debuttato anche in Primera División contro il Progreso, andando a segno anche in quest'occasione.

### Nazionale
Ha giocato con la nazionale uruguaiana Under-20.

## Statistiche

### Presenze e reti nei club
Statistiche aggiornate al 18 marzo 2025.
| Stagione        | Squadra         | Campionato      | Campionato | Campionato | Coppe nazionali | Coppe nazionali | Coppe nazionali | Coppe continentali | Coppe continentali | Coppe continentali | Altre coppe | Altre coppe | Altre coppe | Totale | Totale | Totale |
| Stagione        | Squadra         | Comp            | Pres       | Reti       | Comp            | Pres            | Reti            | Comp               | Pres               | Reti               | Comp        | Pres        | Reti        | Pres   | Reti   |        |
| --------------- | --------------- | --------------- | ---------- | ---------- | --------------- | --------------- | --------------- | ------------------ | ------------------ | ------------------ | ----------- | ----------- | ----------- | ------ | ------ | ------ |
| 2021            | Atenas          | SD              | 7          | 0          | -               | -               | -               | -                  | -                  | -                  | -           | -           | -           | 7      | 0      |        |
| 2022            | Atenas          | SD              | 14         | 1          | CU              | 2               | 0               | -                  | -                  | -                  | -           | -           | -           | 16     | 1      |        |
| 2023            | Atenas          | SD              | 13         | 2          | CU              | 0               | 0               | -                  | -                  | -                  | -           | -           | -           | 13     | 2      |        |
| 2024            | Nacional        | PD              | 3          | 1          | CU              | 4               | 1               | -                  | -                  | -                  | -           | -           | -           | 7      | 2      |        |
| 2025            | Nacional        | PD              | 5          | 1          | CU              | 0               | 0               | CL                 | 1                  | 0                  | SU          | 0           | 0           | 6      | 1      |        |
| Totale carriera | Totale carriera | Totale carriera | 42         | 5          |                 | 6               | 1               |                    | 1                  | 0                  |             | 0           | 0           | 49     | 6      |        |

## Palmarès

### Club

#### Competizioni nazionali
- Supercopa Uruguaya: 1

Nacional: 2025